# Michigan Center (Míchigan)
Michigan Center es un lugar designado por el censo ubicado en el condado de Jackson en el estado estadounidense de Míchigan. En el Censo de 2010 tenía una población de 4672 habitantes y una densidad poblacional de 316,52 personas por km².

## Geografía
Michigan Center se encuentra ubicado en las coordenadas 42°13′34″N 84°19′25″O / 42.22611, -84.32361. Según la Oficina del Censo de los Estados Unidos, Michigan Center tiene una superficie total de 14.76 km², de la cual 13.05 km² corresponden a tierra firme y (11.56%) 1.71 km² es agua.

## Demografía
Según el censo de 2010, había 4672 personas residiendo en Michigan Center. La densidad de población era de 316,52 hab./km². De los 4672 habitantes, Michigan Center estaba compuesto por el 96.6% blancos, el 0.43% eran afroamericanos, el 0.49% eran amerindios, el 0.32% eran asiáticos, el 0.02% eran isleños del Pacífico, el 0.36% eran de otras razas y el 1.78% pertenecían a dos o más razas. Del total de la población el 1.93% eran hispanos o latinos de cualquier raza.